# Genouillac (Creuse)
Genouillac é uma comuna francesa na região administrativa da Nova Aquitânia, no departamento de Creuse. Estende-se por uma área de 35,76 km². Em 2010 a comuna tinha 737 habitantes (densidade: 20,6 hab./km²).